# 1號染色體
1號染色體是人類染色體中最大的一條。如同其他的體染色體，一般人類身體內的細胞中，會有兩條1號染色體。在1号染色体，纏繞了大約245,522,847個核苷酸鹼基對（DNA的基本訊息單位），大概包含了人類細胞中8%的DNA。
辨識染色體上的基因是遺傳學研究的一部分。在2000年時，辨識出來的基因是897個；根據2007年NCBI的資料，1號染色體中一共包含2782個基因；2010年，1号染色体上发现的基因数量在原有的基础上增至4228个，共能编码1985种不同的蛋白质。人類基因組計畫花了20年才將這些序列排序完成。
另外單一核苷酸多型性（single nucleotide polymorphism；SNP；核苷酸的變異量）在1號染色體中大約是74,000。

## 基因
以下列舉1號染色體中的一些基因與它們的作用或產物：
- ACADM：醯基輔脢A去氫酶（Acyl-Coenzyme A dehydrogenase）的C-4到C-12直鏈。
- ASPM：決定腦部大小。
- COL11A1：XI型α1膠原（collagen, type XI, alpha 1）。
- CPT2：肉毒鹼棕櫚醯基轉移酶II（carnitine palmitoyltransferase II）。
- DBT：二氫硫辛胺支鏈轉酰基酶E2（dihydrolipoamide branched chain transacylase E2）。
- HPC1：前列腺癌基因。
- IRF6：結締組織成形基因。

## 相關疾病
以下是一些與1號染色體上的基因有關的疾病：
- 阿茲海默症
- 阿茲海默症第4型
- 乳癌
- 肉毒鹼棕櫚醯基轉移酶II缺乏症（Carnitine palmitoyltransferase II deficiency）
- 恰克-馬利-杜斯氏症（Charcot-Marie-Tooth disease）
- 恰克-馬利-杜斯氏症第1型（Charcot-Marie-Tooth disease, type 1）
- 恰克-馬利-杜斯氏症第2型（Charcot-Marie-Tooth disease, type 2）
- 先天性甲狀腺低能症（congenital hypothyroidism）
- 先天性耳聾，體染色體隱性耳聾36（autosomal recessive deafness 36）
- 埃勒斯-丹洛斯症候群（Ehlers-Danlos syndrome）
- 埃勒斯-丹洛斯症候群後突側彎型（Ehlers-Danlos syndrome, kyphoscoliosis type）
- 半乳糖血症（galactosemia）
- 高雪氏症（Gaucher disease）
- 高雪氏症第1型
- 高雪氏症第2型
- 高雪氏症第3型
- 類高雪氏症（Gaucher-like disease）
- 青光眼
- 血色素沈著症（Hemochromatosis）
- 血色素沈著症第2型（Hemochromatosis, type 2）
- 肝紅細胞生成性卟啉病（Hepatoerythropoietic porphyria）
- 高胱胺酸尿症（Homocystinuria）
- 小腦症（Microcephaly）
- 帕金森氏症
- 嗜鉻細胞瘤（Pheochromocytoma）
- 紫質症（porphyria）
- 迟发性皮肤卟啉症（porphyria cutanea tarda）
- 腘翼状胬肉综合征（popliteal pterygium syndrome）
- 攝護腺癌
- 史蒂克勒氏症候群（Stickler syndrome）
- 遗传性耳聋-色素性视网膜炎综合征（Usher syndrome）
- 不定性卟啉病（Variegate porphyria）

### 其他
- National Institutes of Health. . Genetics Home Reference.   [2006-05-17]. （原始内容存档于2012-02-04）.
- Murphy WJ, Fronicke L, O'Brien SJ, Stanyon R. . Genome Res. 2003, 13 (8): 1880–8. PMID 12869576.
- Schutte BC, Carpten JD, Forus A, Gregory SG, Horii A, White PS. . Cytogenet Cell Genet. 2001, 92 (1-2): 23–41. PMID 11306795.
- Reuters 2006-05-17 Wed[]